# Pierre Triaire
Le sergent Pierre Triaire, (17 octobre 1771, Le Vigan (Gard) - 30 décembre 1799, El-Arich (Empire ottoman aujourd'hui en Égypte), était un soldat de la Révolution française. Il s'illustra par son héroïsme dans la défense du fort d'El-Arich en 1799 lors de la Campagne d'Égypte.

## Origine
Pierre Triaire né au Vigan le 17 octobre 1771 dans une maison du Plan d'Auvergne. Il est fils de Pierre Triaire, tailleur de pierres et de Jeanne Mouret. Il est baptisé le 27 octobre 1771 au Désert par le pasteur Antoine Gal-Ladevèze. A l'âge de dix-huit ans il s'enrôle aux artilleurs du régiment de Bourgogne. En 1793, il fait partie des troupes envoyées par la Convention pour chasser les britanniques établis dans la ville de Toulon. Il se distingue lors de la l'assaut du fort Malbousquet.
Il est ensuite envoyé en Italie où il participe à la bataille de Castiglione et se trouve promu sergent de canonniers peu après.
Son unité s'embarque pour l'Égypte et participe à la bataille des Pyramides et à la prise du Caire, avant de se trouver au fort d'El-Arich. La garnison française s'y trouve bientôt cernée par les troupes turques. La place est investie. Plutôt que de se rendre, le sergent Triaire fait sauter la forteresse en mettant le feu au magasin de poudre, causant ainsi un grand nombre de morts parmi les assaillants turcs.
Ce geste courageux lui vaut d'être célébré et cité en exemple par le gouvernement français dans la seconde moitié du XIXe siècle.

## Monuments et plaques de mémoire

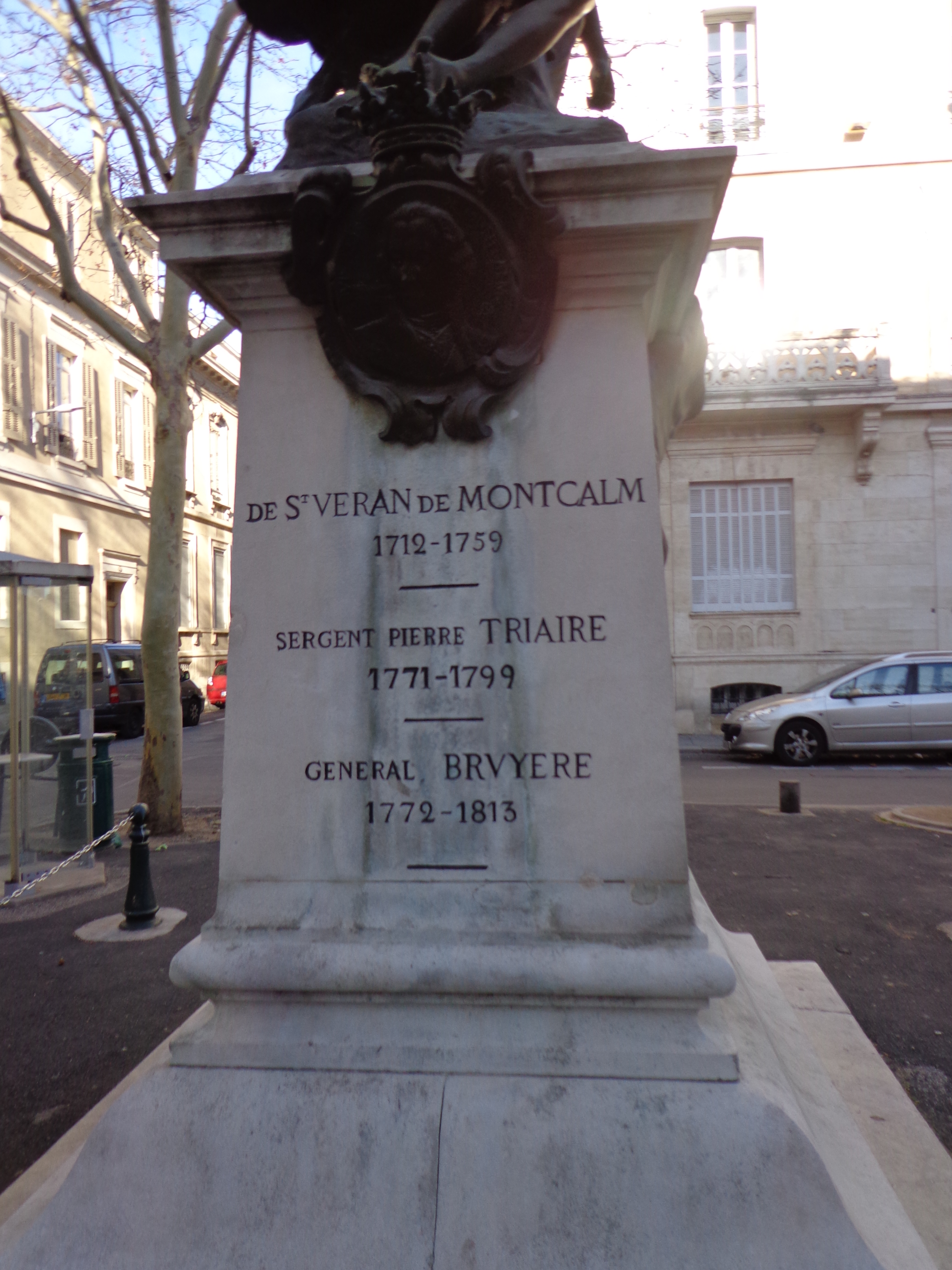
Mémorial à Nîmes

- Une statue érigée au Vigan en Cévennes (1889-1891) face à l'Hôtel de Ville par souscription auprès de tous les régiments de France. Elle est l'œuvre du sculpteur Léopold Morice. La cérémonie d'inauguration, le 21 août 1891, fut présidée par M. Barbey, ministre de la Marine.
- Une avenue porte son nom au Vigan.
- Un boulevard à Nîmes.
- Son nom est inscrit sur le mémorial élevé à Nîmes « aux enfants du Gard, morts pour la patrie »